# Svinița
Svinița là một xã thuộc hạt Mehedinți, România. Dân số thời điểm năm 2002 là 1133 người.